# Siemenslager Ravensbrück

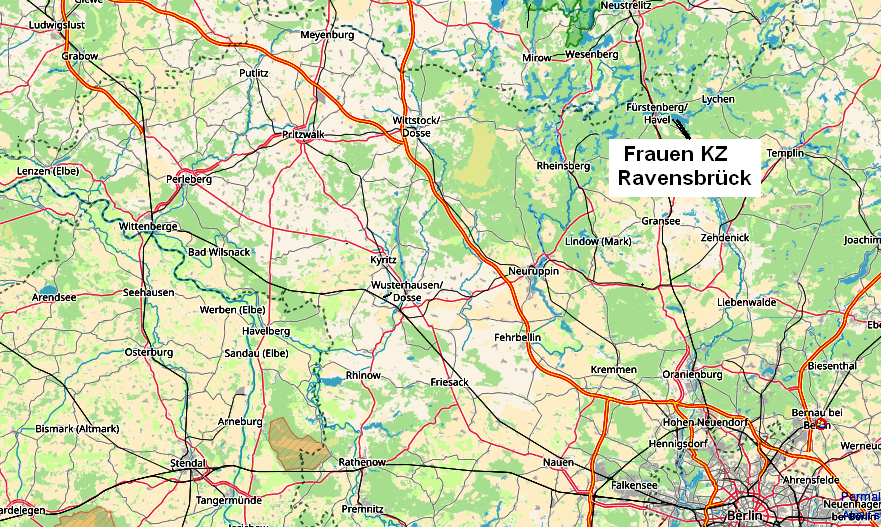
Karte mit Zuordnung des KZ Ravensbrück, in dem sich das Siemenslager befand

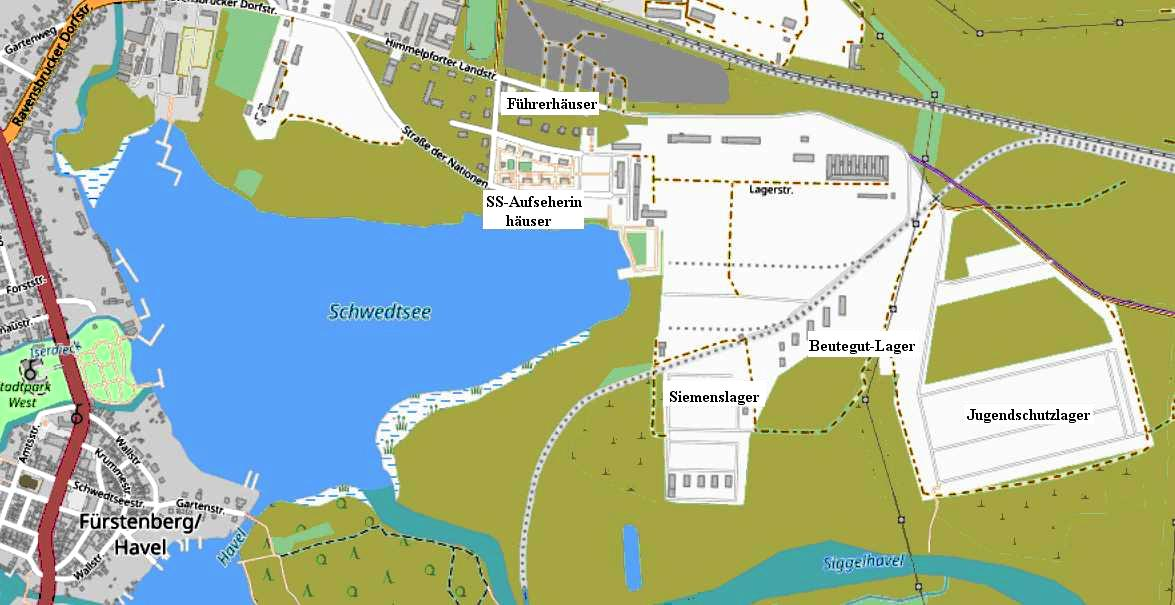
KZ Ravensbrück mit Siemenslager Kommandanten- und Aufseherinhäuser

Das Siemenslager Ravensbrück war ein Teil des Lagerkomplexes des KZ Ravensbrück in der Zeit des Nationalsozialismus. Es wurde ab 1942 in der Gemeinde Ravensbrück (heute Stadt Fürstenberg/Havel) im Norden der Provinz Brandenburg errichtet. Weibliche Häftlinge leisteten dort Zwangsarbeit für Siemens & Halske (S&H).

## Planung und Bau

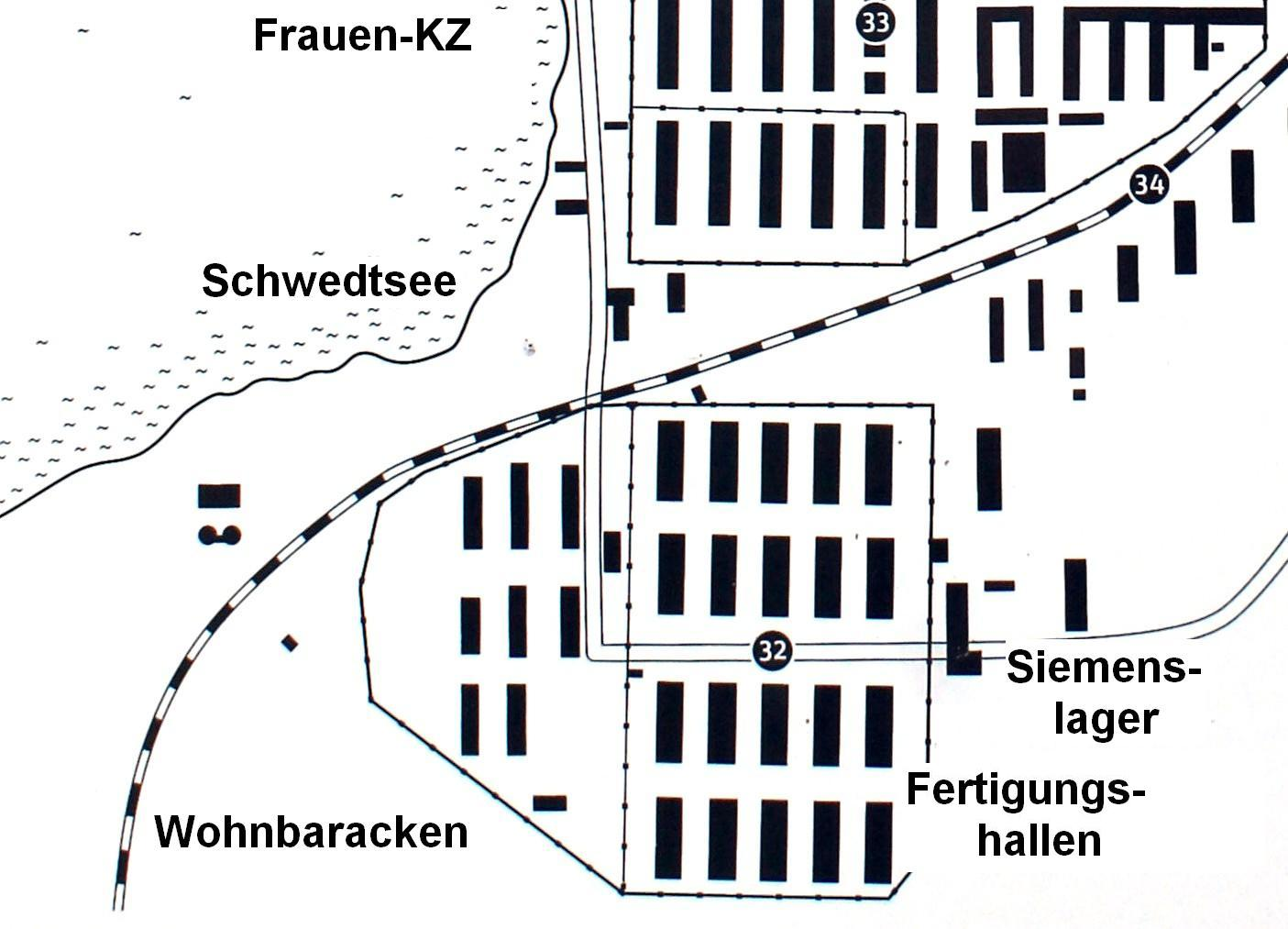
Lageplan des Siemenslagers Ravensbrück südlich des Stammlagers des KZ Ravensbrück

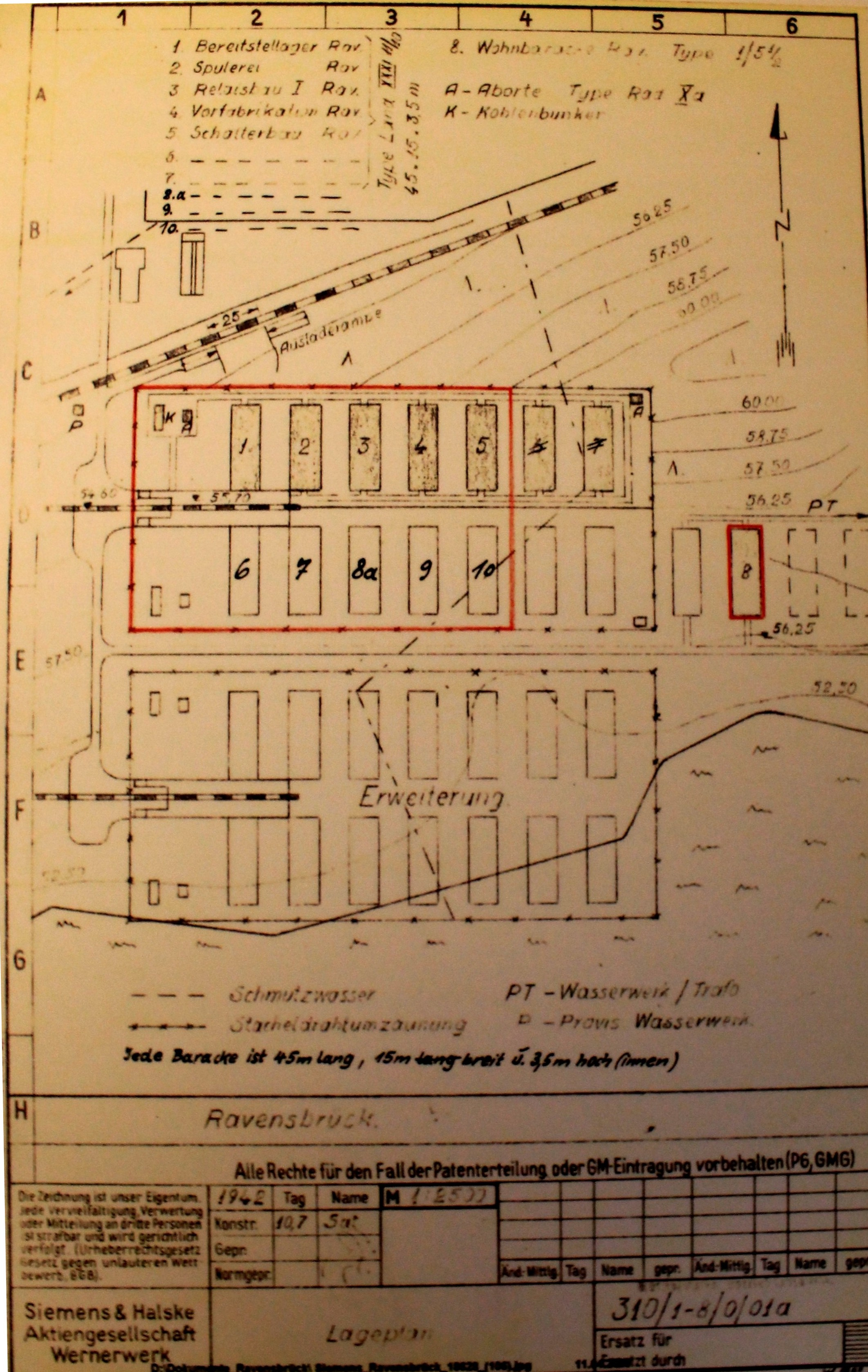
Erweiterungsplanung des Siemenslagers (1942)

1942 sollten ausländische Zwangsarbeiter und KZ-Häftlinge in die Kriegswirtschaft einbezogen werden, um die zur Front einberufenen Betriebsangehörigen zu ersetzen. Der Direktor der Wernerwerke, Gustav Leifer, und Friedrich Heinrich Lüschen führten ab Anfang 1942 mit der Schutzstaffel (SS) und dem Reichsluftfahrtministerium Verhandlungen zum Einsatz von KZ-Häftlingen.
Von 1942 bis 1944 ließ Siemens & Halske in Zusammenarbeit mit der SS und dem Reichsluftfahrtministerium in einem eingezäunten Areal südlich des Stammlagers des KZ Ravensbrück zehn Arbeitsbaracken mit je 675 m² Fläche und Gleisanschluss errichten. Hier sollten weibliche Häftlinge Zwangsarbeit verrichten. Das Gelände war westlich und südlich durch den Schwedtsee und die Havel begrenzt, östlich schlossen sich ein Waldgebiet und das Jugend-KZ Uckermark an. Das Siemenslager sollte zum Modell für den Einsatz von KZ-Häftlingen in der Kriegswirtschaft werden. In der Rüstungsproduktion war es der erste Einsatz von Häftlingen direkt auf einem KZ-Gelände.
Das Reichsluftfahrtministerium war für die Errichtung der Gebäude und sämtliche Anschlüsse mit Strom, Telefon und Wasser verantwortlich, für die Einrichtung der Gebäude und Werkstätten war Siemens & Halske zuständig. Die Arbeitsbaracken wurden von Häftlingen des Männerlagers des KZ Ravensbrück errichtet. Die Bauzeichnung zur Planung der ersten zehn Arbeitsbaracken enthielt bereits eine Erweiterung des Lagers, die 1943 realisiert wurde. Auf der Baubesprechung zwischen dem Reichsluftfahrtministerium und Siemens & Halske am 16. April 1942 in Berlin-Siemensstadt wurde vereinbart, dass Siemens & Halske eine maximale Miete von zwei Reichsmark pro m² und Monat an die KZ-Lagerleitung zahlte. Ende 1944 stellten im Siemenslager rund 2500 Frauen und Mädchen Bauteile für die Siemens-Wernerwerke her.

## Produktion

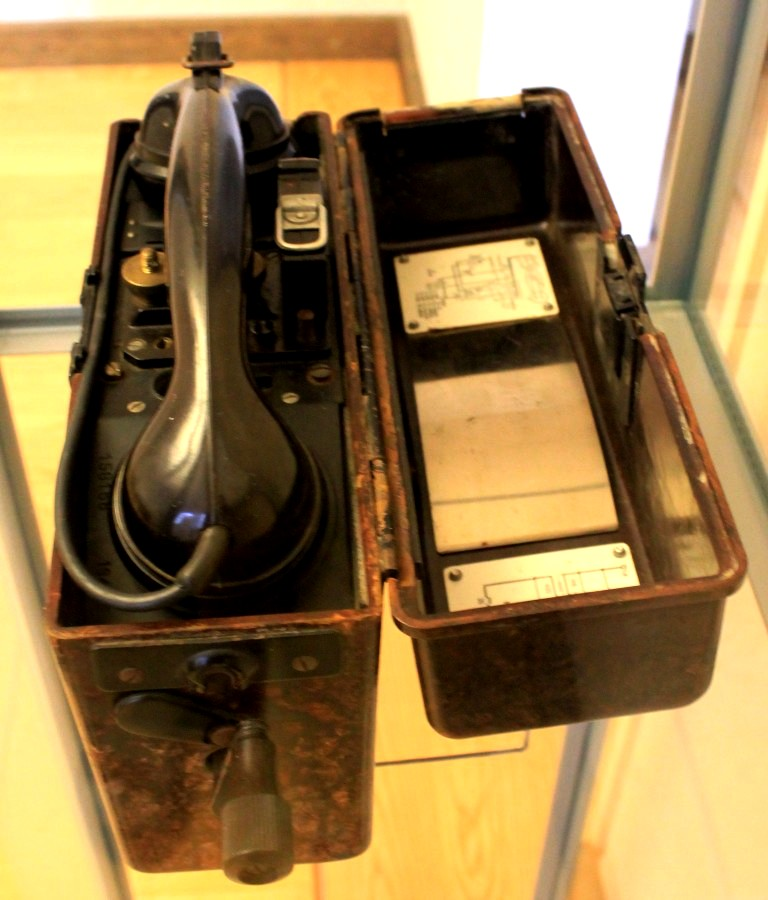
1944 wurde die komplette Fertigung von Feldtelefonen ins Siemenslager verlegt

Der Siemens-Betriebsteil Wernerwerk für Fernsprechgeräte (WWFG) nahm am 24. August 1942 mit 20 Häftlingen (nach anderer Quelle mit 50 Häftlingen) seine Tätigkeit auf.
In einer eingezäunten Baracke wurden Justierarbeiten von überwiegend deutschen Frauen mit schwarzem Winkel als Zeichen für „Asoziale“ durchgeführt. Im September waren es 300 Frauen; bis Dezember 1942 wurden bereits rund 500 und 1944 über 2000 Frauen und Mädchen eingesetzt, vorwiegend zum Wickeln von Spulen und zum Bau von Relais und Telefonen.
In der Produktion wurden zunehmend Häftlinge aus dem Ausland eingesetzt, deutsche und österreichische Häftlinge arbeiteten vor allem in der Verwaltung. 1943 wurden weitere Baracken aufgestellt. Im Oktober 1944 wurde das Wernerwerk für Messgeräte aus Metz hierher verlagert und im Dezember kam noch eine hochmoderne Galvanisiererei und Lackiererei hinzu.
Schließlich bestanden im Siemenslager das Wernerwerk für Fernsprechgeräte mit sechs Produktionsbaracken, das Wernerwerk für Radios mit fünf Produktionsbaracken und das Wernerwerk für Messgeräte mit fünf Produktionsbaracken. Insgesamt existierten 20 Baracken für die Produktion und den Versand sowie acht, nach anderen Quellen 13 Wohnbaracken für die Frauen und Mädchen.
Diese Wohnbaracken wurden Ende 1944 direkt neben den Arbeitsbaracken aufgestellt und am 3. Dezember 1944 von den Häftlingen bezogen. Dadurch wurde die Qualität der Erzeugnisse verbessert und die Quantität gesteigert. Zu dieser Zeit waren rund 80 Zivilarbeiter und etwa 2400 Häftlinge mit kriegswichtigen Arbeiten im Siemenslager beschäftigt. Es handelte sich vorwiegend um das Wickeln von Spulen, die Herstellung von Mikrofonen sowie von elektrischen Schaltteilen vornehmlich für die Luftrüstung.
In effektiver Arbeitsteilung mit anderen Siemensfabriken wurden vom Siemenslager Ravensbrück immer weitere Aufgaben übernommen. Die komplette Fertigung von Feldtelefonen wurde nach Ravensbrück verlagert. Es entstanden hier außerdem elektrotechnische Bauteile für U-Boote und ab 1944 für das V2-Raketenprogramm. Im benachbarten Jugend-KZ Uckermark für Mädchen und junge Frauen wurden darüber hinaus in zwei Arbeitsbaracken von 100 Mädchen Bauteile für Siemens & Halske produziert.

## Zwangsarbeiterinnen und Arbeitsbedingungen

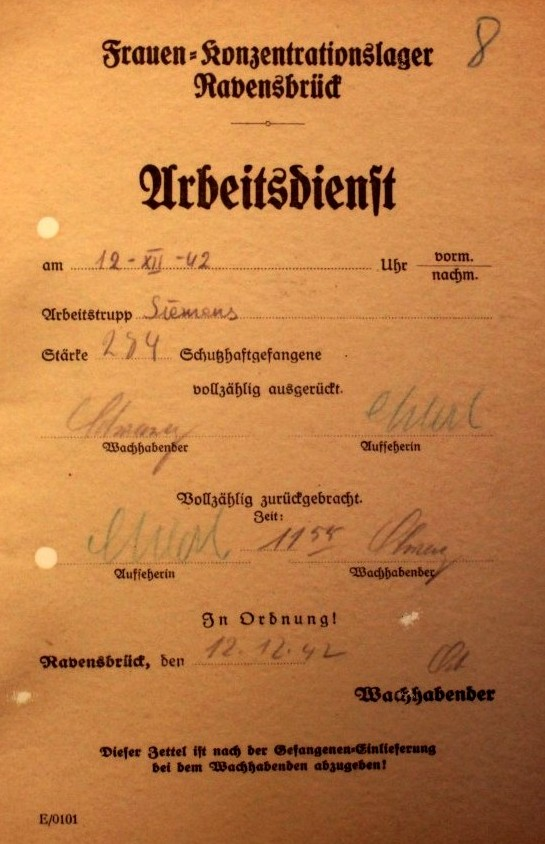
Am 12. Dezember 1942 um 12:54 wurden 284 Zwangsarbeiterinnen vom Siemenslager zum Mittagessen in das Stammlager gebracht

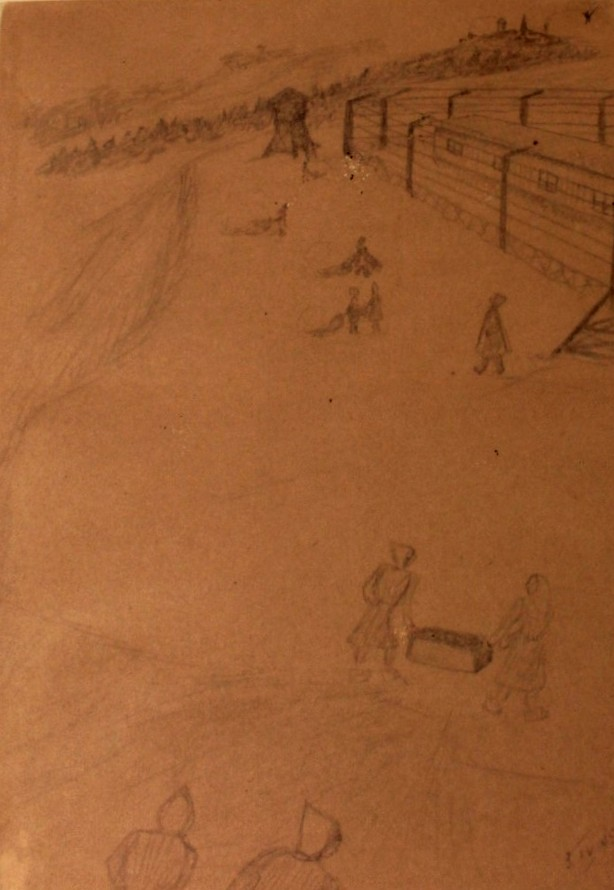
Ausstellung KZ Ravensbrück, Zeichnung von Yvonne Useldinger auf Verpackungspapier, denn nach Feierabend mussten die Frauen des Siemenslagers Moorboden für den Garten eines SS-Führers transportieren

Das Alter der Häftlinge lag zwischen 17 und 48 Jahren. Zur Auswahl von geeigneten Frauen mussten die KZ-Häftlinge eine Geschicklichkeitsprüfung und Intelligenzprobe bestehen. Da viele Arbeiten gute Augen erforderten, wurde die Sehschärfe festgestellt. Außerdem war ein Draht in eine bestimmte Form zu biegen und ein Stück Papier nach vorgeschriebenem Schema zu falten. Die Arbeit war wie in den Siemenswerken mit zivilen Arbeitern organisiert.
Die Firma Siemens zahlte der SS monatlich pro eingesetztem Häftling den Tagessatz von anfangs zwei, später drei oder vier Reichsmark.
Es gab eine Lohnstaffelung, da für Fachkräfte mehr gezahlt wurde. Auf den Lohnzetteln der einzelnen KZ-Insassinnen wurde die erbrachte Arbeit eingetragen. Außerdem der sich daraus ergebende Lohn (etwa 40 Pfennig pro Stunde), der dem von Siemensarbeiterinnen entsprach. Jedoch erhielten die Frauen des Siemenslager diesen Lohn nicht. Die Häftlingsfrauen erreichten trotz der unzureichenden Ernährung nach einer Einarbeitungsphase bei der elfstündigen Arbeitszeit etwa die gleichen Durchschnittsleistungen wie die Akkordarbeiterinnen in Berlin bei einem Achtstundentag. Selbst hohe Siemensvertreter einer Kommission aus Berlin waren darüber erstaunt.
Diese Lohnzettel dienten unter anderem zur Kontrolle, ob das Pensum erbracht wurde. Wurde das Pensum nicht erreicht, gab es vom Meister eine Strafpredigt. Bei Wiederholung wurde die SS-Aufseherin geholt, die „Backpfeifen“ verteilte und eine „Meldung“ schrieb, die dann zum Strafblock oder „Bunker“ führte. Als Anreiz für gute Arbeit gab es eine zusätzliche Scheibe Brot oder Wurst und bei der Pensumübererfüllung gab es Prämien in Form von Fünfzig-Pfennig- oder Eine-Mark-Gutscheinen, die in der Häftlingskantine gegen Salz und Fischpaste eingelöst werden konnten. Ab 1943 wurden den Häftlingen nach Arbeitsschluss zur Belohnung Kulturfilme vorgeführt.
Die Arbeit im Siemenslager war nach Augenzeugenberichten gegenüber den anderen Beschäftigungen im KZ Ravensbrück noch die am besten zu ertragende gewesen. Die hohen geräumigen Arbeitsbaracken waren sehr hell aufgrund der vielen großen Fenster. Jede KZ-Insassin saß an einem eigenen Arbeitsplatz, der außerdem mit starkem elektrischen Licht beleuchtet wurde.
Hier wurden Spulen gewickelt, geprüft und justiert, Montagearbeiten durchgeführt und Schalter und Telefonapparate hergestellt. Relais für Selbstwähler-Telefonapparate und Bombenabwurfgeräte wurden montiert, geprüft und verpackt.
Im November 1942 wurde die tägliche Arbeitszeit von acht Stunden für Montag bis Freitag auf 10,75 Stunden und für Samstag auf neun Stunden erhöht. Weiterhin wurden Nachtschichten von 10,5 Stunden Dauer eingeführt. Die Arbeitszeit im Siemenslager betrug anfangs 48 und ab dem 27. November 1943 auf Anordnung der SS 62,2 Stunden pro Woche.

## Bau und Bezug von Wohnbaracken neben dem Arbeitsbaracken
Anfangs kamen die Häftlinge zu Fuß vom Stammlager. Sie waren besonders in den kalten Jahreszeiten durch die vorherigen bis zu zwei Stunden langen Zählappelle und Einteilung der Arbeitskolonnen durch die SS und den Marsch zum Siemenslager mit unzureichender Bekleidung und Schuhwerk, meist Holzschuhe, unterkühlt.
Erst nach längerer „Auftauzeit“ waren sie in der Lage, die im Siemenslager geforderten anspruchsvollen Arbeiten wie Wickeln von Spulen mit sehr dünnen isolierten Drähten durchzuführen. Zum Mittag erfolgte der Rückmarsch zum Hauptlager. Da die Mittagspause von 11:45 Uhr bis 12:45 Uhr aufgrund der Aufstellung, Kontrolle durch die SS und den Weg zum Hauptlager zu kurz war, erhielten die Häftlinge häufig kein Essen mehr.
Das war mit ein Grund, Wohnbaracken aufzustellen und eine Küche einzurichten (Wohnbaracken siehe Lageplan des Siemenslagers Ravensbrück). Der andere Grund war die geplante provisorische Gaskammer und das Krematorium, an denen die Häftlingsfrauen auf dem Weg zum Siemenslager vier Mal am Tag vorbeigekommen wären.
Es wurden im Siemenslager sechs Wohnbaracken, die größer waren als im Frauenlager, aufgestellt. Diese Baracken waren in jeweils drei Räume unterteilt und es stand anfangs für jeden Häftling ein eigenes Bett zur Verfügung. Die Wohnbaracken wurden mit einem doppelten Stacheldrahtzaun und vier Wachtürmen gesichert.
Am 3. Dezember 1944 übersiedelten die rund 2100 Häftlingsfrauen des Siemenslagers in das kleine Wohnlager westlich des Betriebes am Siemensgelände. Dort begann eine ruhigere Zeit. Die Appelle dauerten jetzt nur noch wenige Minuten und das Essen war deutlich besser als im Hauptlager. Wie schon im Hauptlager waren jedoch die hygienischen Bedingungen mit den 32 Waschstellen und einer großen Außenlatrine katastrophal.
Insgesamt haben mit Einbeziehung des Siemenslagers Ravensbrück 54.000 Frauen und 17.000 Männer aus dem KZ Ravensbrück in vielen KZ-Außenlagern Zwangsarbeit für die SS, Wirtschaft, Wehrmacht und Staat leisten müssen.

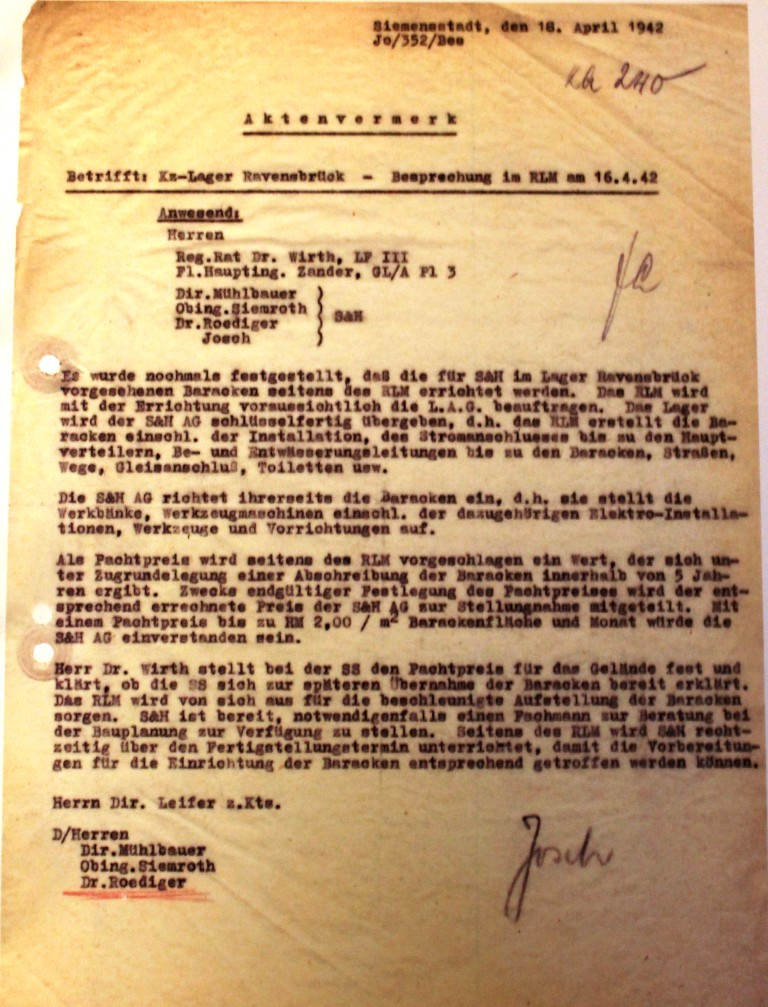
16. April 1942, Aktenvermerk Besprechung RLM-S&H Aufgabenteilung
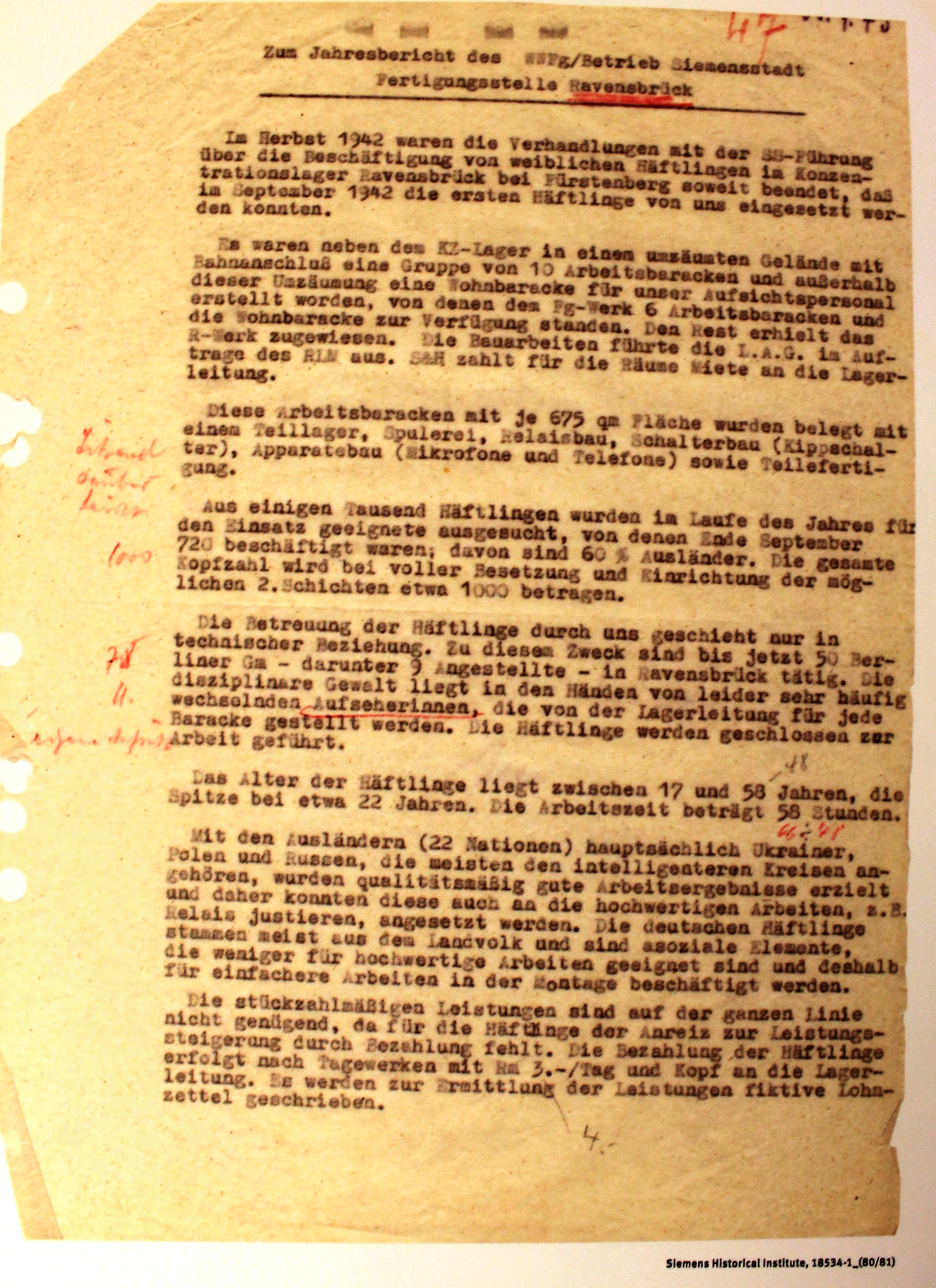
Jahresbericht Siemenslager 1942 – S. 1
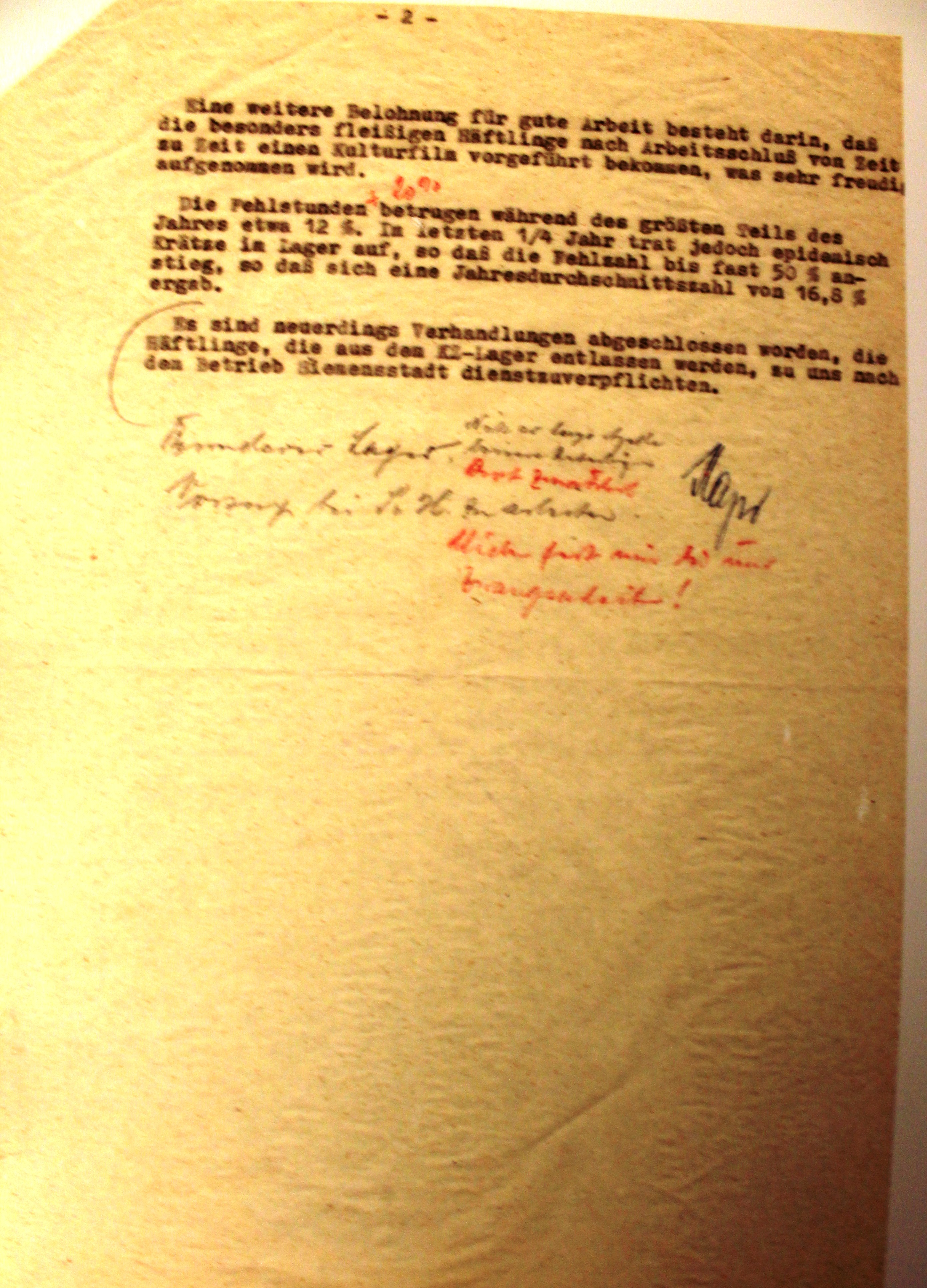
Jahresbericht Siemenslager 1942 – S. 2
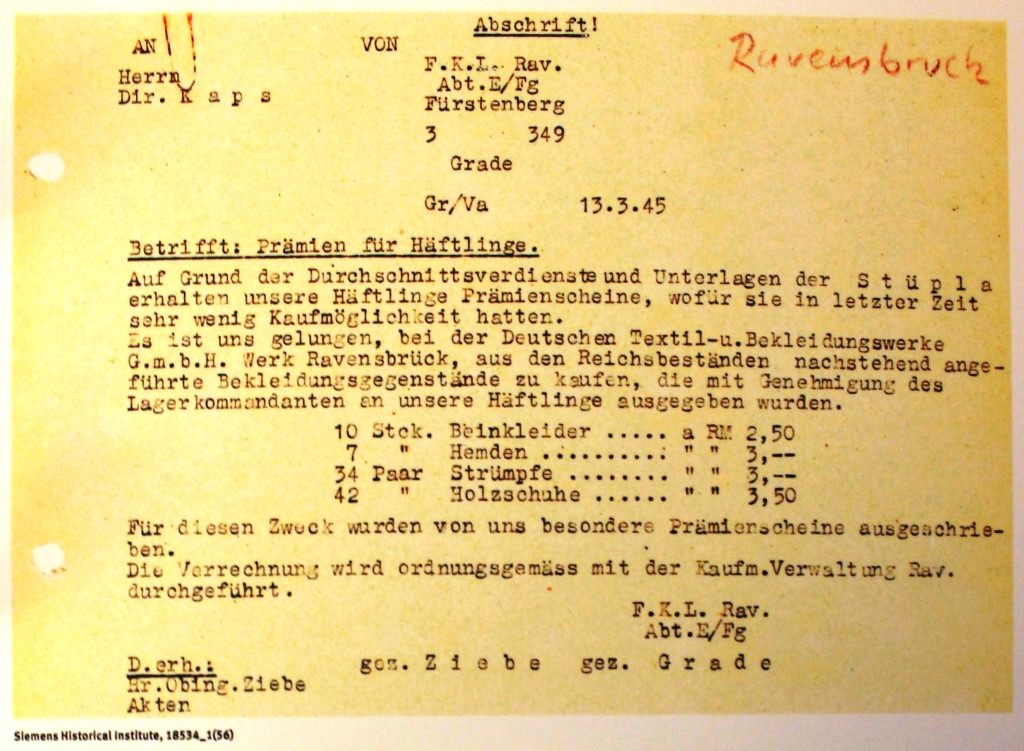
1945, Prämien für Häftlinge
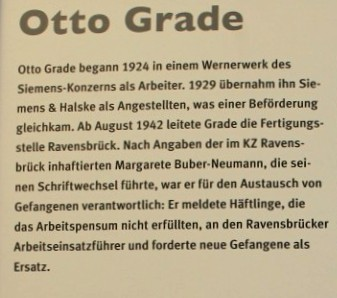
Otto Grade (Quelle Ausstellung)

## Organisation des Siemenslagers
Die Verwaltung des Siemenslagers erfolgte durch das SS Wirtschafts-Verwaltungshauptamt in Oranienburg, die Aufsicht und Bestrafung der KZ-Häftlingsfrauen durch die SS und die Arbeitsanweisungen gaben die Siemens-Zivilarbeiter.

### Verwaltung durch das SS Wirtschafts-Verwaltungshauptamt

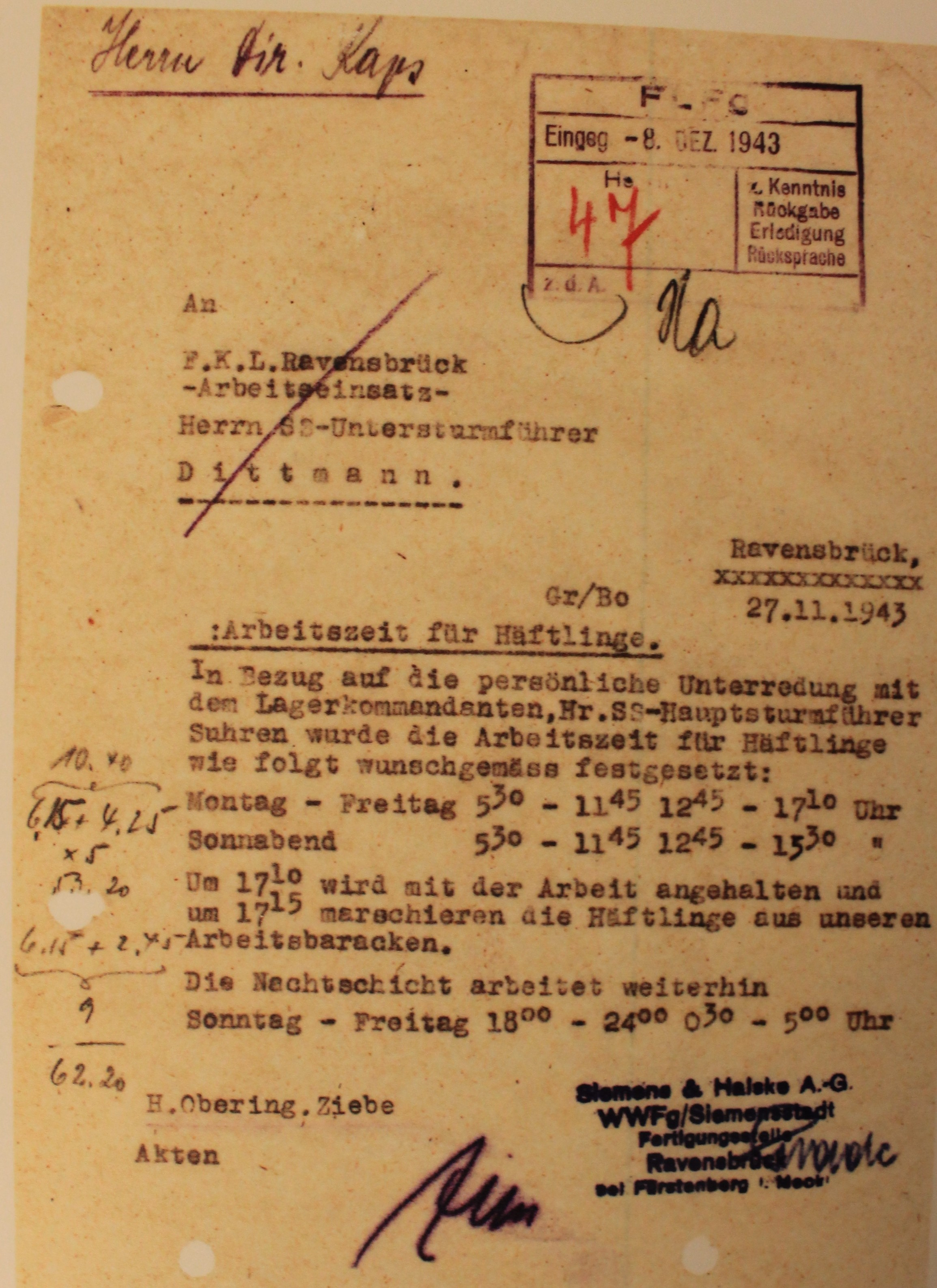
Anweisung der SS vom 27. November 1943, die wöchentliche Arbeitszeit im Siemenslager auf 62,2 Stunden zu erhöhen

Das KZ Ravensbrück und das Siemenslager wurde wie alle KZ und Außenlager vom SS-Wirtschafts-Verwaltungshauptamt (WVHA) zentral verwaltet. Das WVHA organisierte in allen Konzentrationslagern die SS-eigenen Außenlager, Industrien, Gewerbe und Betriebe (zum Beispiel die 1939 gegründete Texled im KZ Ravensbrück) und führte diese zu eigenen Konzernen zusammen.
Das im März 1942 durch SS-Obergruppenführer Oswald Pohl gegründete WVHA betrieb die wirtschaftliche Ausbeutung der Kriegsgefangenen und KZ-Häftlinge. 1943/44 waren es mehr als 40.000 KZ-Häftlinge, die wie im Siemenslager in rund 30 Unternehmen mit über 100 Betrieben arbeiten mussten und zum Wirtschaftsimperium der SS gehörten. Das WVHA hatte ab 1944 eine zentrale KZ-Häftlingskartei angelegt, die alle Häftlinge des KZ-Systems erfassen sollte.
Dabei war das WVHA dem SS-Hauptamt unterstellt. Zur Erfassung diente das Lochkarten-System der Deutschen Hollerith-Maschinen Gesellschaft mbH (DEHOMAG), einer Tochtergesellschaft von IBM. Damit sollte der Arbeitseinsatz der KZ-Häftlinge zentral gesteuert werden. Oswald Pohl wurde im Nürnberger Prozess zum Tode verurteilt und 1951 hingerichtet.

### Aufsicht durch SS und Anleitung und Kontrolle von Siemens-Mitarbeitern
Das Lager unterstand dem SS-Hauptscharführer Grabow. Die Fertigung wurde ab August 1942 vom Siemens & Halske-Angestellten Otto Grade geleitet. Ab 1943 war das Siemens-Vorstandsmitglied Gustav Leifer unter anderem für die Fertigungsstelle Ravensbrück verantwortlich. Leifer nahm sich am 25. April 1945 das Leben. Die KZ-Häftlingsfrauen dienten als Ersatz für die jüdischen Arbeiterinnen in Berlin-Siemensstadt, die hier in Siemenswerken Zwangsarbeit leisten mussten, bis sie in Ghettos und Vernichtungslager deportiert wurden.
Kurz nach der Errichtung des Siemenslagers wurde Margarete Buber-Neumann die Sekretärin von Lagerleiter Grade, da sie Stenografie und Schreibmaschine sowie die russische Sprache beherrschte. Sie führte unter anderem den Schriftwechsel zwischen Grade und der Leitung des KZ. Im Oktober 1942 wurde das Siemenslager durch die KZ-Lagerleitung, unter ihnen die SS-Oberaufseherin Johanna Langefeld, besichtigt. Sie sorgte dafür, dass Buber-Neumann in ihre Schreibstube kam, und zum Frühjahr 1943 war Margarete Buber-Neumann die persönliche Sekretärin der SS-Oberaufseherin Langefeld.
Ende 1942 arbeiteten etwa 280 KZ-Häftlingsfrauen im Siemenslager, im Februar 1945 waren es rund 2.300 Häftlingsfrauen, wie die Tabelle aus Bernhard Strebel: Das KZ Ravensbrück zeigt.
Abhängig von der Zahl der Häftlingsfrauen war die Zahl der SS-Aufseherinnen (1:70 bis 1:85) und der als Zivilarbeiter bezeichneten Siemens-Angestellten.
| Wernerwerk           | Aug 1942 | Apr 1943 | Okt 1944 | Dez 1944 | Feb 1945 |
| -------------------- | -------- | -------- | -------- | -------- | -------- |
| für Fernsprechgeräte | –        | –        | 981      | 953      | 954      |
| für Radiogeräte      | –        | –        | 714      | 762      | 802      |
| für Messinstrumente  | –        | –        | 390      | 473      | 542      |
| Summe                | 19–28    | 348      | 2085     | 2188     | 2298     |

Die Häftlinge wurden von rund 150 zivilen Meistern, Einrichtern und Vorarbeiterinnen (Zivilarbeiter) angeleitet sowie kontrolliert, die wiederum Meistern aus den Siemenswerken unterstellt waren. Die Zivilarbeiter wohnten in Wohnbaracken nahe der Werkhallen innerhalb der von der SS-Postenkette bewachten Bereiches.
Für die Beaufsichtigung war die SS zuständig. In Ravensbrück war dem Kommandanten die Oberaufseherin direkt unterstellt, die mit dem Schutzhaftlagerführer auf gleicher Ebene stand.
Die Durchführung der täglichen Appelle der KZ-Häftlingsfrauen sowie die Aufstellung der internen und externen Arbeitskommandos (wie in das Siemenslager) gehörten zu ihren wichtigsten Aufgaben. Die Einteilung der rund 150 Aufseherinnen als Blockleiterinnen sowie zur Bewachung der Arbeitskommandos waren weitere Aufgaben.
Die SS-Oberaufseherin Christine Holtöver wurde im siebten Ravensbrück-Prozess mit sechs Aufseherinnen wegen der Misshandlung alliierter Häftlinge und Selektionen von Gefangenen für die Gaskammer angeklagt. Der Prozess dauerte vom 2. Juli bis 21. Juli 1948 und Christine Holtöver wurde wegen Mangels an Beweisen freigesprochen.

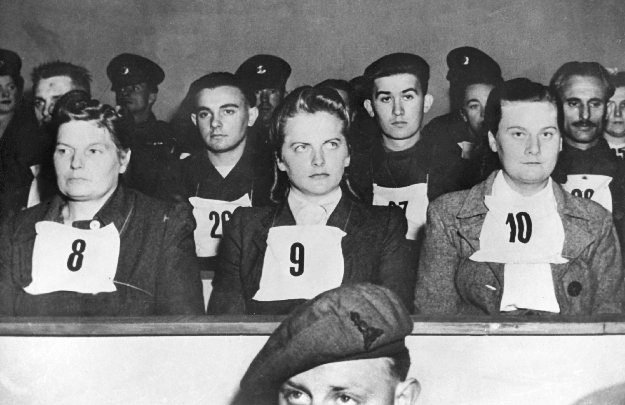
Die Aufseherin Hertha Ehlert erhielt 15 Jahre Haftstrafe

Für die Aufsicht der Siemenskolonne war anfangs (bis Oktober 1942) die SS-Aufseherin Hertha Ehlert zuständig, die gutmütig war, selten Häftlinge meldete und die ständig hungrigen Häftlinge unauffällig mit Lebensmitteln beschenkte. Daher wurde sie gegen eine strengere Aufseherin ausgetauscht und strafversetzt.
Der Weg vom KZ Ravensbrück führte am Schweinestall und an der Gärtnerei vorbei über die Schienen zum Siemenslager. Am Weg lagen später das außerhalb der Lagermauern (1944) errichtete Krematorium und die provisorische Gaskammer des KZ. Die SS-Aufseherinnen waren keine Mitglieder der SS. Sie galten als Angehörige des „SS-Gefolges“, unterstanden jedoch der SS-Gerichtsbarkeit. Das Frauenkonzentrationslager Ravensbrück diente für neue SS-Aufseherinnen ab Anfang 1942 als zentrales Ausbildungslager, die später in andere KZ oder Außenlager versetzt wurden.

### Auflösung und weitere Nutzung des Siemenslager
Ab Anfang 1945 stockte immer wieder der Materialnachschub, und ab April 1945 wurde der Materialmangel so groß, dass keine Produktion mehr durchführbar war. In der Nacht vom 13. zum 14. April wurde das Siemenslager auf Anordnung der Lagerleitung geräumt. Die verbliebenen Frauen und Mädchen aus dem Siemenslager mussten auf Befehl der SS geschlossen in das Hauptlager zurückgehen. Die Siemensarbeiter demontierten die Maschinen und zerlegten sie für den Transport auf dem Wasser- und Landweg.
Die Baracken wurde mit männlichen Häftlingen aus eintreffenden Deportationstransporten belegt, vorwiegend mit Männern aus dem evakuierten KZ Mittelbau-Dora. Das Stammlager war inzwischen vollkommen überfüllt, da die deutschen Vernichtungslager im östlichen Mitteleuropa geräumt und Insassen auf Lager in Deutschland verteilt wurden.

## Überreste des Lagers
Heute sind vom Siemenslager nur noch die Fundamente zu sehen. Es stehen keine Gebäude mehr aus der Zeit des Nationalsozialismus. Das Gelände wurde nach 1945 von der Sowjetarmee genutzt; aus dieser Zeit stammen die wenigen verbliebenen Gebäude und Garagen auf dem Gelände. Danach gab es kaum öffentliche Aktivitäten zum Siemenslager und das Betreten war verboten.
2013 eröffnete die Mahn- und Gedenkstätte Ravensbrück im Beisein von überlebenden KZ-Insassinnen die neue Dauerausstellung Das Frauen Konzentrationslager Ravensbrück – Geschichte und Erinnerung in der sanierten Kommandantur. Sie gibt einen umfassenden Einblick in die Entwicklung des Konzentrationslagers, des Siemenslagers und des Jugendschutzlagers Uckermark. Im zweiten Stock wurde ein Raum zum Thema Siemenslager mit einigen Schautafeln, Fotos und diversen Schriftstücken ausgestattet und außerdem ein Feldtelefon dieser Zeit der Firma Siemens & Halske ausgestellt.

## Aufarbeitung durch Siemens
Wie in Zwangsarbeit in der Zeit des Nationalsozialismus dokumentiert, hat Siemens 1962 aufgrund eines der Jewish Claims Conference vorgelegten firmeninternen Berichtes von 1945 7 Mio. DM an jüdische Zwangsarbeiter gezahlt.
Die Werner-von-Siemens-Werkberufsschule der Siemens Professional Education Berlin (SPE) hat in Kooperation mit der Mahn- und Gedenkstätte Ravensbrück und den Berliner Betriebsräten der Siemens AG das Projekt siemens@ravensbrück ins Leben gerufen. Im Rahmen des seit 2010 jährlich laufenden Projektes treffen sich einige Schüler mit überlebenden Frauen des Konzentrationslagers Ravensbrück, von denen einige wie die Niederländerin Selma Velleman im Siemenslager Zwangsarbeit geleistet haben.
Während des fünftägigen Aufenthaltes können die Schüler das zum Teil noch bestehende KZ, die Ausstellung und die Überreste des Siemenslagers besichtigen.

## Aufarbeitung durch KZ-Insassinnen
Gegen Siemens hatten ehemalige Häftlinge von Ravensbrück einen Prozess mit dem Ziel einer Entschädigung angestrebt, der wegen Verjährung abgewiesen wurde.
Einige überlebende KZ-Insassinnen erstellten Erlebnisberichte und stellten sie der Öffentlichkeit zur Verfügung. Das geschah entweder durch die Zeitzeugen selbst oder durch Initiativen und von Schulen.
Ein Beispiel ist die sehr detaillierte Schilderung der 1923 in Kaiserslautern geborene Erna Korn (nach der Heirat Erna de Vries), die ihre Mutter freiwillig ins KZ begleitete und nach dem Tod der Mutter im KZ Ravensbrück bis zu dessen Schließung am 15. April 1945 im zugehörigen Siemenslager Ravensbrück arbeitete.
Seit 1998 besucht Erna de Vries Schulen und Bildungsstätten und erzählt jungen Deutschen ihre Geschichte und hat dazu ein Video interview gegeben. Damit erfüllt Erna de Vries den Auftrag ihrer Mutter: „Du wirst überleben, und dann wirst du erzählen, was man mit uns gemacht hat.“
Im März 2006 erhielt die tapfere Frau die Verdienstmedaille der Bundesrepublik Deutschland.

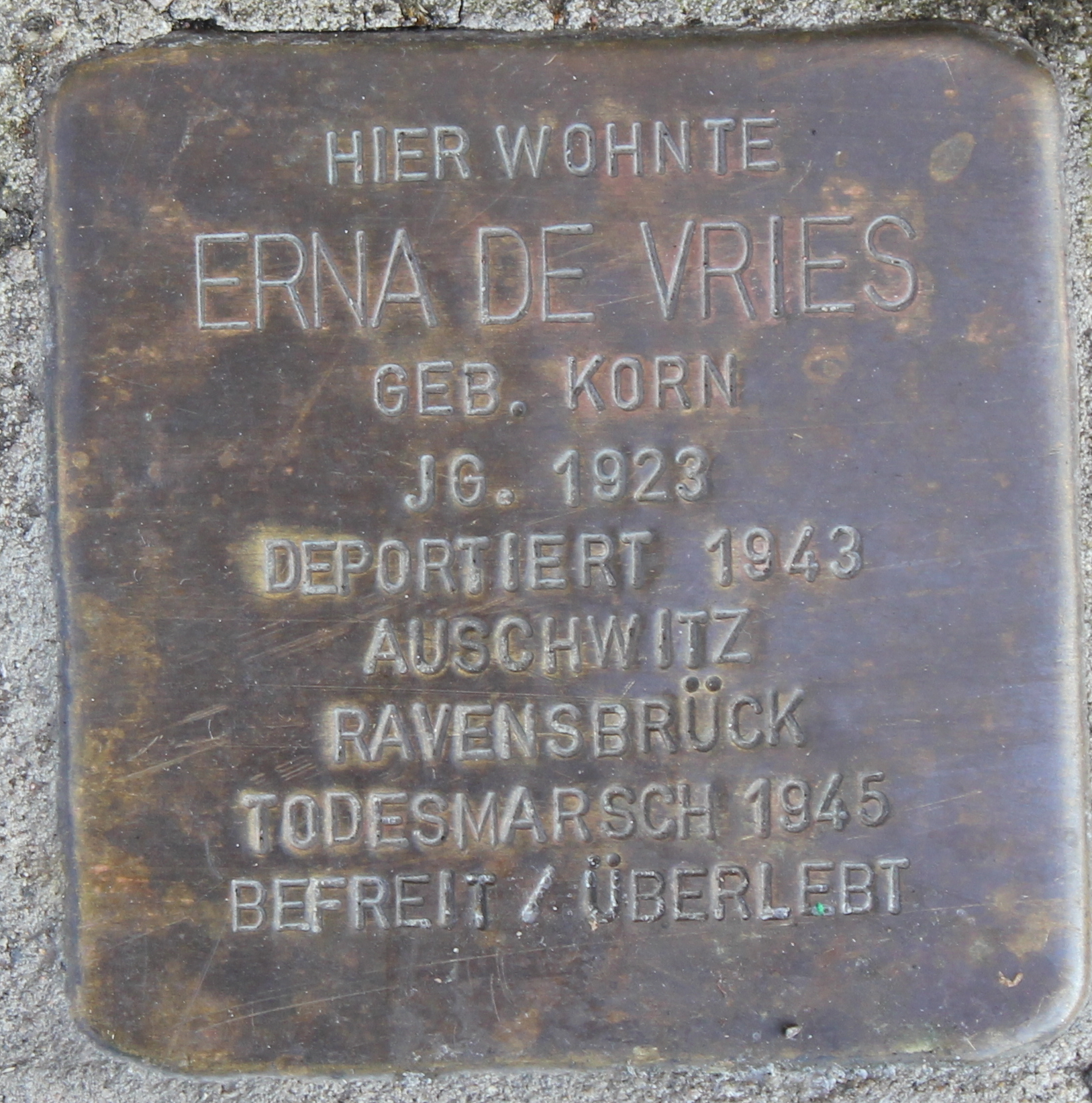
Stolperstein in der Friedenstraße 30 in Kaiserslautern

Anna Vavak kam 1942 in das Frauen-KZ Ravensbrück. Zu dieser Zeit wurden Häftlingsfrauen für das Siemenslager Ravensbrück ausgesucht. Anna Vavak wollte unbedingt mit den Zivilarbeitern in Kontakt treten, meldete sich für den außerhalb des KZ liegenden Rüstungsbetrieb. Sie arbeitete schon bald im Arbeitsbüro von Siemens, erhielt dabei Einblick in wichtige Vorgänge und hat später ausführlich darüber berichtet.
Die am 7. Juni 1922 geborene Niederländerin Selma Velleman war jüdischer Herkunft und half dem niederländischen Widerstand beim Untertauchen von jüdischen Familien.
Im Juni 1944 wurde sie in Utrecht verhaftet, im Gefängnis von Amsterdam verhört und in das zu dieser Zeit total überfüllte Frauen-Konzentrationslager Ravensbrück verschleppt und schwer misshandelt. Sie arbeitete acht Monate im Siemenslager, wurde am 23. April 1945 durch das schwedische Rote Kreuz befreit und kam über Dänemark und Malmö nach Stockholm.
Margrit Wreschner-Rustow wurde 1925 in Frankfurt/Main als Marguerite Wreschner geboren, wuchs in einer orthodox-jüdischen Familie auf und wurde in den Niederlanden verhaftet. Sie und ihre Familie wurde in das KZ Ravensbrück verschleppt und verrichtete hier Zwangsarbeit im Siemenslager Ravensbrück. Sie und ihre Schwester haben überlebt und sie hat ihre Zeit im KZ Ravensbrück ausführlich dokumentiert.
Die 1902 in Köln geborene Jüdin Eva Hesse war seit Anfang 1943 im KZ Ravensbrück interniert und musste seit dem Sommer 1944 Zwangsarbeit im Siemenslager Ravensbrück leisten. In Nachtschichten musste sie hier Kondensatoren wickeln und am Fließband arbeiten. Auf geschmuggelten Arbeitszetteln der Firma Siemens notierte sie heimlich über 100 Kochrezepte von Lagerinsassinnen aus 15 Ländern.
Die gefangenen Frauen im KZ Ravensbrück haben sich in den Zeiten größter Entbehrungen und Hungers an ihre Lieblingsgerichte aus der Heimat erinnert, die Eva Hesse heimlich notiert und aus dem Lager geschmuggelt hat. Nach dem Zweiten Weltkrieg, emigrierte sie in die USA. Im Zuge der Arbeit an der Veröffentlichung des Kochbuches gab sie der Publizistin Dagmar Schröder-Hildebrand zahlreiche Interviews, aus denen die Autorin Eva Hesses-Ostwalts Lebensgeschichte in „Ich sterbe vor Hunger!“ Kochrezepte aus dem Konzentrationslager Ravensbrück niedergeschrieben hat. Im Jahr 2008 wurde ihre Lebensgeschichte von dem amerikanischen Dokumentaristen Michael Marton im Auftrag des WDR in dem 45-minütige Film Lust am Leben – Mit 103 in Amerika verfilmt.
Im gleichen Jahr erschien in den USA der 60-minütige Dokumentarfilm To Live, What Else! über das Leben von Eva Hesse-Ostwalt, die bis ins hohe Alter für eine Entschädigung der Zwangsarbeit im Siemenslager Ravensbrück gekämpft hat. Im Alter von 97 Jahren erhielt sie 1999 schließlich eine Entschädigung vom Siemens Humanitarian Relief Fund for Forced Laborers.